# Charles de Bourbon, comte de Charolais

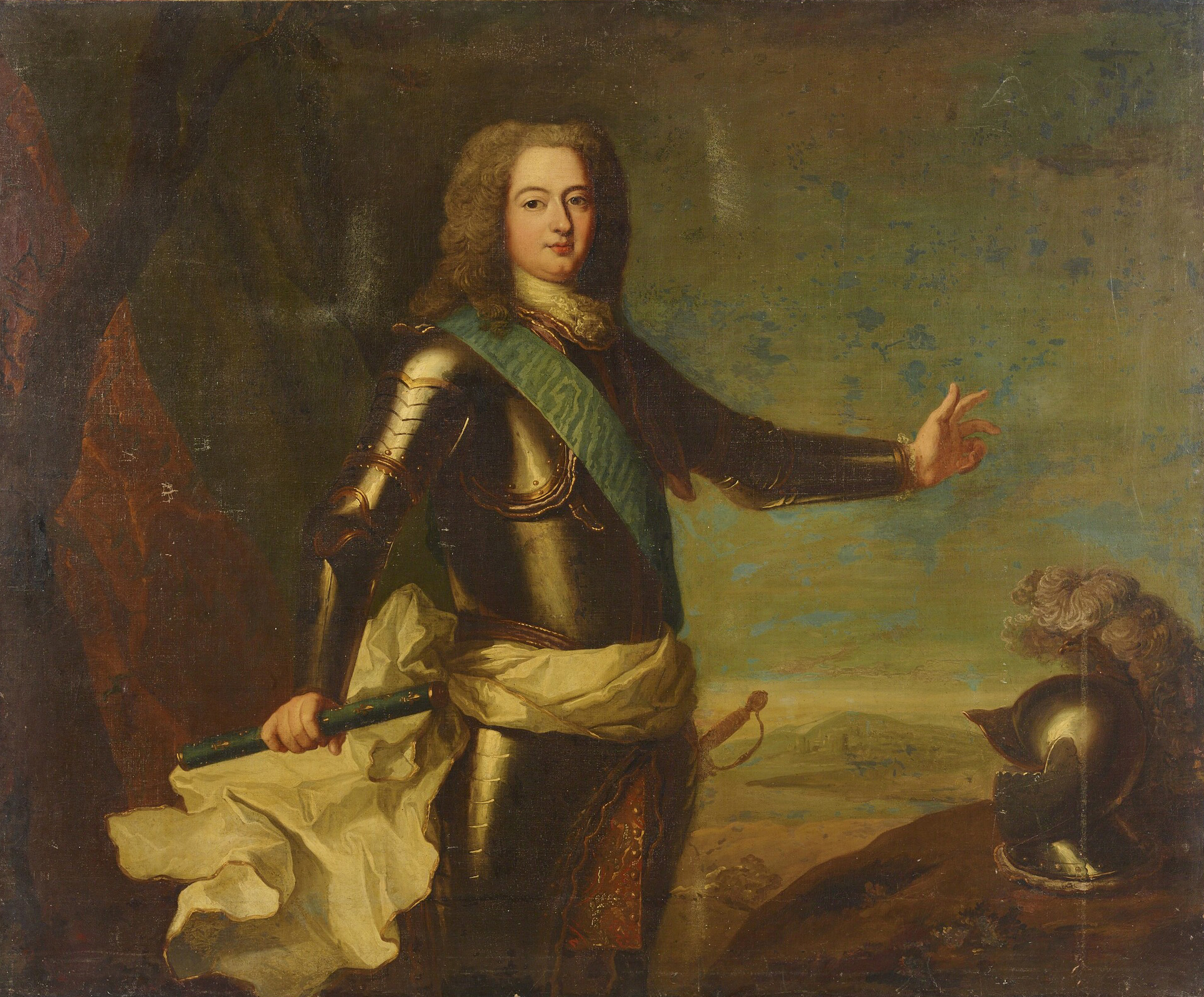
Charles de Bourbon auf einem Porträt Hyacinthe Rigauds aus dem 18. Jh.

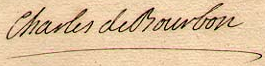
Signatur Charles de Bourbon

Charles de Bourbon, comte de Charolais (* 19. Juni 1700 in Chantilly; † 22. Juli 1760 in Paris) war ein französischer Fürst und Libertin, der vor allem durch seinen ausschweifenden Lebenswandel in die Geschichte einging. Als Graf von Charolais war er außerdem Pair von Frankreich.

## Leben
Charolais gehörte der königlichen Familie der Bourbonen an. Sein Vater war Louis de Bourbon, Fürst von Condé, seine Mutter Louise Françoise de Bourbon, eine uneheliche Tochter des französischen Königs Ludwig XIV. Seine Taufe fand am 19. Februar 1710 in der Sainte-Chapelle in Paris statt. Seine Ausbildung wurde sehr vernachlässigt, und schon in jungen Jahren zeigte sich sein aufbrausender und gewalttätiger Charakter.
Er kämpfte 1719 unter dem Kommando Eugens von Savoyen im Venezianisch-Österreichischen Türkenkrieg und zeichnete sich in der Schlacht bei Belgrad aus. Am 9. September 1720 trat er die Nachfolge des Marquis von Dangeau als Gouverneur von Touraine an. In der Zeit vom 16. Juni 1722 bis 1723 war er Mitglied in dem vom französischen Regenten Philippe von Orléans zusammengestellten Regentschaftsrat, der Frankreich für den minderjährigen Ludwig XV. regierte. Zudem wurde Charles am 27. Oktober 1722 zum Ritter des Ordens vom Heiligen Geist ernannt.
Charles hatte zwei illegitime Kinder mit Marguerite Caron de Rancurel: Marie Marguerite de Bourbon (1752–1830) und Charlotte Marguerite Elisabeth de Bourbon (1754–1839), die jedoch nicht legitimiert wurden.
Von einer Tänzerin der Pariser Oper namens Delisle hatte er einen Sohn, der als Baby erkrankte. Charolais tötete das Kind durch eine Fehlbehandlung mit einem Schluck Branntwein. Er kommentierte, das Kind sei nicht von ihm, wenn es daran stirbt.
1740 wurde Charolais nach dem Tod seines Bruders Louis IV. Henri Vormund seines vierjährigen Neffen Louis V. Joseph. Er kümmerte sich um ihn und bis 1744 auch um den jungen Verwandten de Sade, der ebenfalls im Stadtpalais Hôtel de Condé in Paris wohnte.
Nach seinem Tod fiel die Grafschaft Charolais wieder an die domaine royal zurück.

## Sadismus
Der Nachwelt blieb er vor allem als exzessiver Libertin und Sadist in Erinnerung:

„Sade erwähnt sehr häufig den Grafen Charolais (z. B. Philosophie dans le Boudoir I, 153, II, 131), der „Morde aus Wollust begangen habe“. Dieser Graf von Charolais (1700–1760) ‚düsteren Angedenkens‘ verband nach Moreau den empörendsten Cynismus mit einer kaum fassbaren Wildheit. Er liebte, Blut bei seinen Orgien fliessen zu sehen und richtete die ihm zugeführten Courtisanen in grausamer Weise zu. ‚Inmitten seiner Ausschweifungen mit seinen Maitressen war ihm nichts angenehmer, als mit seiner Flinte Dachdecker oder Passanten zu erschiessen‘. Das Herabrollen der Leichen vom Dache bereitete ihm ein unendliches Vergnügen. […]“

„Nach Michelet liebte dieser Charolais das schöne Geschlecht nur ‚im blutigen Zustande‘. Sein Vater, der Prinz von Condé, hatte schon ein Vergnügen daran gefunden, Menschen zu vergiften, so z. B. den Dichter Santeul, und hatte auf seine beiden Söhne, den Herzog von Bourgogne und den Grafen Charolais diese perversen Neigungen vererbt. Beide bedienten sich als einer Helfershelferin bei ihren Orgien der Madame de Prie. Eines Tages erschien wie Michelet erzählt, bei derselben eine Madame de Saint-S., die alsbald von den sauberen Herren Prinzen nackt ausgezogen wurde, et Charolais la roula dans une serviette [rollte sie ihn ein Tuch]. Trotz dieses Erlebnisses liess sich die Unglückliche noch einmal in das Haus der Prie locken und wurde diesmal ‚wie ein Hühnchen gebraten‘. Von ihren schweren äusseren und inneren Brandwunden erholte sie sich erst nach mehreren Jahren. Ausdrücklich erwähnt Michelet, dass der Herzog von Bourgogne diese grausame Idee hatte.“

Der französische Regent Philippe II. de Bourbon (nach anderen Quellen Ludwig XV.) gewährte ihm Dispens von strafrechtlicher Verfolgung mit dem Kommentar: „Monsieur, die Gunst, die Sie von mir erbitten, schulde ich Ihrem Rang als Prinz edelsten Geblüts, ich würde sie aber noch viel lieber jemandem gewähren, der Ihnen Gleiches mit Gleichem vergilt.“